# Броз и ја
Броз и ја (или Задате теме) је југословенска телевизијска серија снимљена током 1991. године, а емитована 1993 године.
Настала је из  филма Тито и ја у продуженом трајању за телевизију у 4 епизоде на основу додатног материјала који је избачен из филма.

## Радња
Прича о десетогодишњаку Зорану који, као и сва деца у Југославији 1950-их година, тешко може да замисли било који део свог живота без великог вође нације - маршала Тита.
У својој школи, овај дечак побеђује на конкурсу за најбољи састав о Титу. Награда му је учешће на маршу „Титовим родним крајем". Зоран је до победе дошао тако што је написао песму у којој тврди да Тита више воли од оца и мајке!
То наравно његове родитеље, који нису толико пасионирани у својој љубави према Титу, баца у право очајање. А дечак притом не схвата шта је у његовој љубави према вођи толико чудно и забрињавајуће.
Овај излет ће за Зорана представљати тешко искушење. Ненавикнут на природу, пешачење и самостални живот, уз то прогоњен од стане васпитача, стаљинисте, он посустаје, па се изгуби у планини и тада долази до преокрета у његовом животу...

## Епизоде
| Сезона | Епизода | Назив   | Датум             |
| ------ | ------- | ------- | ----------------- |
| 1      | 1       | Мој дом | 5.децембра 1993.  |
| 1      | 2       | /       | 12.децембра 1993. |
| 1      | 3       | /       | 19.децембра 1993. |

## Улоге
| Глумац                  | Улога                      |
| ----------------------- | -------------------------- |
| Димитрије Војнов        | Зоран 3 еп. 1993           |
| Предраг Мики Манојловић | Отац 3 еп. 1993            |
| Аница Добра             | Мајка 3 еп. 1993           |
| Оливера Марковић        | Бака 3 еп. 1993            |
| Богдан Диклић           | Теча 3 еп. 1993            |
| Љиљана Драгутиновић     | Тетка 3 еп. 1993           |
| Раде Марковић           | Деда 3 еп. 1993            |
| Војислав Воја Брајовић  | Јосип Броз Тито 3 еп. 1993 |
| Милена Вукосав          | Јасна 3 еп. 1993           |
| Лазар Ристовски         | Раја 2 еп. 1993            |

 Остале улоге  ▼
| Глумац              | Улога                        |
| ------------------- | ---------------------------- |
| Милутин Дапчевић    | Кенгур 2 еп. 1993            |
| Јелена Мрдак        | Љиља 2 еп. 1993              |
| Весна Тривалић      | Учитељица 2 еп. 1993         |
| Јелена Живковић     | Светлана 2 еп. 1993          |
| Илија Башић         | Први агент 2 еп. 1993        |
| Душан Јакишић       | Други агент 2 еп. 1993       |
| Драган Николић      | Ганетов отац 1 еп. 1993      |
| Бранимир Брстина    | Ђурин отац 1 еп. 1993        |
| Оља Бећковић        | Ђурина мајка 1 еп. 1993      |
| Урош Николић        | Ђура 1 еп. 1993              |
| Мирјана Лазић       | Оперска певачица 1 еп. 1993  |
| Душан Булајић       | Милутин 1 еп. 1993           |
| Драгана Ђукић       | Балерина 1 еп. 1993          |
| Небојша Дугалић     | Милиционер 1 еп. 1993        |
| Предраг Ејдус       | Предраг Голдштајн 1 еп. 1993 |
| Бранко Јеринић      | Први пијанац 1 еп. 1993      |
| Богосава Никшић     | Наталија 1 еп. 1993          |
| Миле Станковић      | Други пијанац 1 еп. 1993     |
| Миливоје Мића Томић | Кустос 1 еп. 1993            |
| Миодраг Томовић     | Брозов ађутант 1 еп. 1993    |
| Тамара Вучковић     | Певачица у бару 1 еп. 1993   |

Комплетна ТВ екипа  ▼
| Редитељ              | Горан Марковић   | (3 еп. 1993)            |
| Сценариста           | Горан Марковић   | (3 еп. 1993)            |
| Продуцент            | Горан Марковић   | продуцент (3 еп. 1993)  |
| Продуцент            | Зоран Маширевић  | продуцент (3 еп. 1993)  |
| Продуцент            | Зоран Тасић      | продуцент (3 еп. 1993)  |
| Композитор           | Зоран Симјановић | (3 еп. 1993)            |
| Директор фотографије | Радослав Владић  | (непознат број епизода) |
| Монтажер             | Снежана Ивановић | (непознат број епизода) |
| Костимограф          | Борис Чакширан   | (3 еп. 1993)            |